# النفازي
 مركز النفازي شرق منطقة المدينة المنورة وتابع لمحافظة الحناكية وتقع شرق منها.

## التاريخ
مركز النفازي من مراكز منطقة المدينة المنورة ولقد سكنو بها قوم من البدارين من بني عمرو ويوجد بقربه النفازي جبل الاصبعة ويقول عبد الله بن خميس (معجم جبال الجزيرة 1/342): الإصبعة: هضبة جبلية حمراء لها رأس محدد سمي بالإصبعة، لأن رأسه يشبه الإصبع، المرفوع إلى أعلاه، وتقع في أقصى الحدود الإدارية لمنطقة القصيم، إلى الجنوب من هجرة النفازي، على بعد [20] كيلاً منه، ثم نقل ما قاله ياقوت عنه.كما ذكر العبودي- جبل في أقصى الحدود الغربية من القصيم عند النفازي، 

## السكان
يبلغ عدد سكان النفازي 2.000 نسمة وسكانها هم البدارين من بني عمرو من حرب.

## الموقع الجغرافي
تقع شرق منطقة المدينة المنورة وتبعد عن المدينةالمنورة 215 كم وعن محافظة الحناكية 117 كم.

## المناخ
المناخ قاري صحراوي، حار جاف صيفًا بارد مُمطر شتاء، وتبلغ درجة الحرارة صيفًا 45°م، وفي الشتاء تصل 3- مادون الصفر ومتوسط سقوط.